# Богухвала
Богухвала (пољ. Boguchwała) град је у Пољској у Војводству поткарпатском у Жешовском повјату у општини Богухвала. Налази се на Жешовској висоравни (пољ. Podgórze Rzeszowskie), а кроз град тече река Вислок (пољ. Wisłok). Граничи се непосредно са Жешовом (пољ. Rzeszów), а поред града пролази међународни пут E371. У Богухвали живи 5.535 становника.
Од 1975. до 1998. године град је административно припадао жешовском војводству (пољ. województwo rzeszowskie).

## Историја
Насеље је основано у 14. веку. До 18. века носило је назив Пјотрашовка (пољ. Piotraszówka). Место је било између осталих власништво породица Жешовски (пољ. Rzeszowski), Лигензови (пољ. Ligęzowie), Урбањски (пољ. Urbański) и Лубомирски (пољ. Lubomirski). Јозеф из породице Лубомирски је у 18. веку основао црквени комплекс који и данас постоји и замак са видиковцима. Од 1728. до 1772. године Богухвала је имала статус града који је повратила 1. јануара 2008. године.
.

## Демографија
| 2012. |
| ----- |
| 5.796 |

## Знаменитости
- дворац Лубомирских
- црква из 18. века .
- споменик 500. годишњице Гринвалдске битке

## Спорт
- Фудбалски клуб „Изолатор Богухвала“ (пољ. Izolator Boguchwała) који игра у 3. Пољској лиги и који наступа на Изо Арени.

## Партнерски градови
- Бистрице на Пернштејну